# Wolibórz

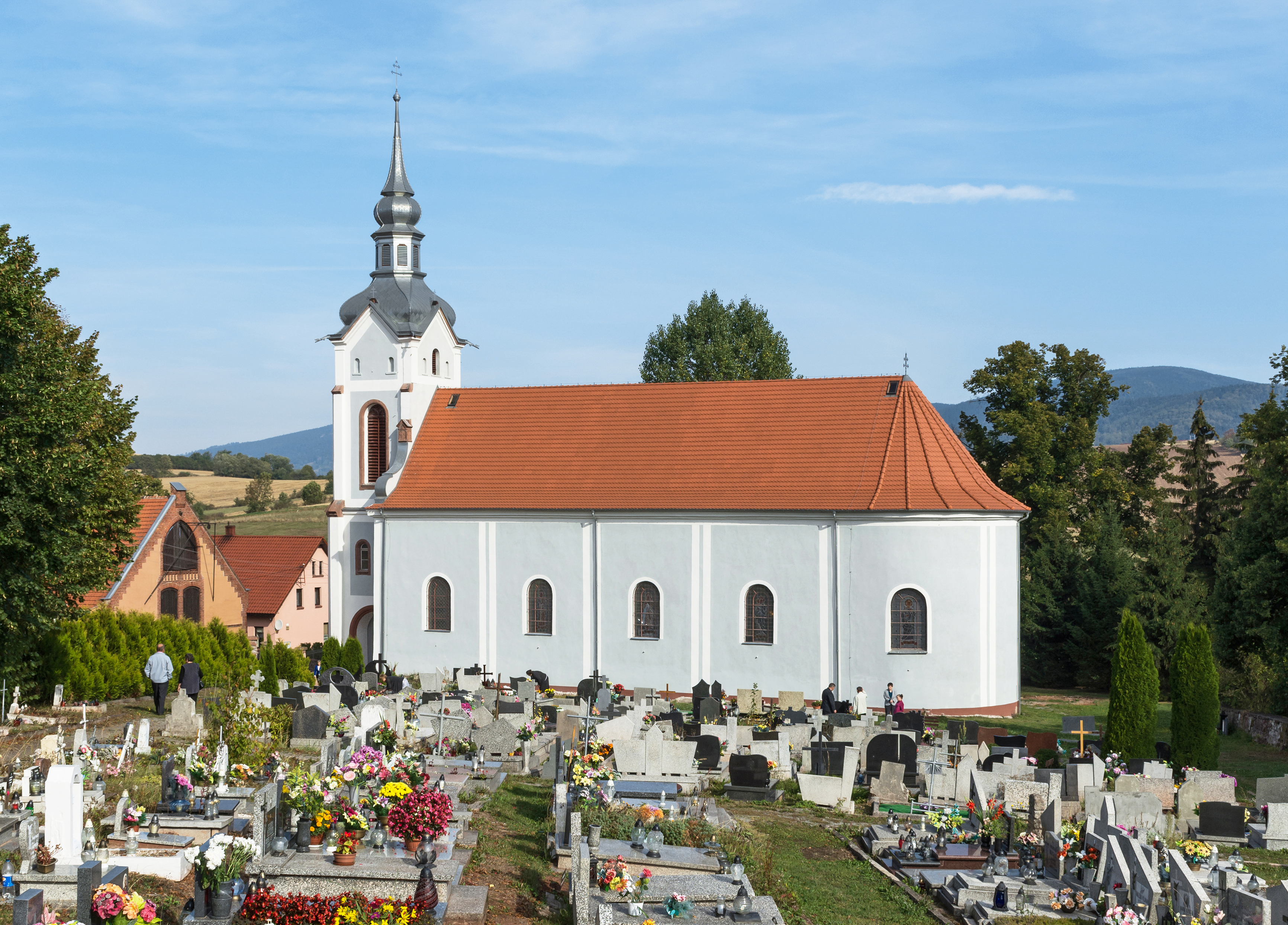
St.-Jakobus-Kirche

Wolibórz (deutsch: Volpersdorf, tschechisch Volfartice) ist ein Ort in der Landgemeinde Nowa Ruda im Powiat Kłodzki der Woiwodschaft Niederschlesien in Polen. Es liegt vier Kilometer östlich von Nowa Ruda (Neurode) an der Droga wojewódzka 385, die in das zwanzig Kilometer entfernte Ząbkowice Śląskie (Frankenstein) führt.

## Geographie
Wolibórz liegt in den südwestlichen Ausläufern des Eulengebirges. Nachbarorte sind Przygórze (Köpprich) im Norden, Dzikowiec (Ebersdorf) im Südosten, Nowa Ruda im Westen und Drogosław (Kunzendorf) im Nordwesten. Über den Silberbergpass Przełęcz Srebrna, über den die Landkreisgrenze zum Powiat Ząbkowicki verläuft, wird Srebrna Góra erreicht.

## Geschichte
„Volprechtsdorf“ wurde 1336 erstmals urkundlich erwähnt und nach seinem Lokator benannt. Es wurde von deutschen Kolonisten angelegt und gehörte von Anfang an zum Glatzer Land, mit dem es die Geschichte seiner politischen und kirchlichen Zugehörigkeit teilte. Es war zur Herrschaft Neurode zugehörig, die im Besitz des Hans Wüstehube von Goldstein war. Er verkaufte Neurode und die zugehörigen Dörfer 1347 an Hans von Donyn. Für 1384 ist eine Pfarrkirche nachgewiesen. 1465 fielen die Neuroder Besitzungen als erledigtes Lehen an den böhmischen König Georg von Podiebrad, der die Herrschaft Neurode dem böhmischen Ritter Georg Stillfried-Rattonitz verlieh. 1628 wurde das Volpersdorfer Dominium aus der Herrschaft Neurode ausgegliedert und an den kaiserlichen Rat Johann Angelo von Morganthe verkauft, von dem es 1665 an Gisbert von der Hemm und Hemmstein überging. Seit etwa 1660 war im Ortsteil Zeilberge eine Glashütte in Betrieb, für die für 1667 der Glasmeister Georg Schürer und für 1680 der Glasmeister Christian Preußler nachgewiesen sind. Der Betrieb wurde vermutlich Ende der 1690er Jahre aus unbekannten Gründen eingestellt.
Nach dem Ersten Schlesischen Krieg 1742 und endgültig nach dem Hubertusburger Frieden 1763 fiel Volpersdorf zusammen mit der Grafschaft Glatz an Preußen. 1793 erwarb Volpersdorf Graf Anton Alexander von Magnis auf Eckersdorf. Durch dessen Erfolge in der Schafzucht und Neuerungen in den landwirtschaftlichen Betrieben sowie die Gründung der „Neuroder Kohlen- und Tonwerke“ erlebte Volpersdorf einen wirtschaftlichen Aufschwung. Im Laufe der Zeit entwickelten sich die Kolonien Köpprich, Waldgrund, Legengrund, Glasehütte, Wustung und Leeden. Nach der Neugliederung Preußens gehörte Volpersdorf ab 1815 zur Provinz Schlesien, die in Landkreise aufgeteilt wurde. Von 1816 bis 1853 war der Landkreis Glatz, zwischen 1854 und 1932 der Landkreis Neurode zuständig. Nach dessen Auflösung 1933 gehörte Volpersdorf bis 1945 wiederum zum Landkreis Glatz. Bereits 1874 wurde der Amtsbezirk Volpersdorf gebildet, zu dem die gleichnamige Landgemeinde und der Gutsbezirk Volpersdorf gehörten.
Im Jahre 1900 erhielt Volpersdorf Eisenbahnanschluss an die Eulengebirgsbahn, die von Reichenbach über Silberberg und Volpersdorf nach Mittelsteine führte. Von dort bestand eine Verbindung zur Gebirgsbahn Dittersbach–Glatz.
Als Folge des Zweiten Weltkriegs fiel Volpersdorf 1945 mit dem größten Teil Schlesiens an Polen und wurde in Wolibórz umbenannt. Die deutsche Bevölkerung wurde 1946 weitgehend vertrieben. Die neu angesiedelten Bewohner waren Vertriebene aus Ostpolen, das an die Sowjetunion gefallen war. In den Jahren 1975 bis 1998 gehörte Wolibórz zur Woiwodschaft Wałbrzych (Waldenburg).
Durch seine Lage an einem ausgedehnten Waldgebiet ist Volpersdorf ein beliebter Ausgangspunkt für Wanderungen in das Eulengebirge. Der in der Gemarkung Volpersdorf liegende Berg Hoher Stein ist 815 m hoch.

## Sehenswürdigkeiten
- Die erstmals 1384 erwähnte Pfarrkirche ist dem hl. Jakobus der Ältere geweiht. Die spätbarocke Schiffskanzel wurde 1780 geschaffen. Zu sehen sind drei Apostel, die das mit Fischen gefüllte Netz ins Boot ziehen; auf der Kanzelrückwand befindet sich ein Relief des Guten Hirten und auf dem Schalldeckel wird Moses mit seinen Schafen am Brennenden Dornbusch dargestellt.
- Die der hl. Barbara geweihte Kapelle im Ortsteil Przygórze (Köpprich) wurde von 1938 bis 1939 für die durch die Rudolfgrube stark angewachsene Bevölkerung errichtet. Der Altar und die Bänke stammen aus der Kapelle des Glatzer Konvikts, die durch die Nationalsozialisten anderweitig genutzt wurde.

## Söhne und Töchter des Ortes
- Hans Bütow (1894–1974), deutscher Konteradmiral, 1945 Admiral der Kriegsmarinedienststelle Hamburg